# Elecciones presidenciales de Estados Unidos de 2024 en Idaho
Las elecciones presidenciales de Estados Unidos de 2024 en Idaho se llevaron a cabo el 5 de noviembre de 2024, como parte de las elecciones presidenciales de Estados Unidos de 2024. Los votantes de Idaho eligieron a los cuatro electores que los representarían en el Colegio Electoral mediante votación popular.
Idaho es un estado de montaña escasamente poblado, con una población predominantemente blanca y una pluralidad evangélica y, por lo tanto, un bastión conservador.

## Resultados

### Generales
| Partido            | Partido                 | Candidato                        | Votos     | %     |
| ------------------ | ----------------------- | -------------------------------- | --------- | ----- |
|                    | Republicano             | Donald Trump                     |           |       |
|                    | Demócrata               | Kamala Harris                    |           |       |
|                    | Independiente           | Robert F. Kennedy Jr. (retirado) |           |       |
|                    | Libertario              | Chase Oliver                     |           |       |
|                    | Verde                   | Jill Stein                       |           |       |
|                    | Constitución            | Joel Skousen                     |           |       |
|                    | Socialismo y Liberación | Claudia De la Cruz               |           |       |
|                    | Independiente           | Randall Terry                    |           |       |
|                    | Independiente           | Shiva Ayyadurai                  |           |       |
| Escritos           |                         |                                  |           |       |
|                    |                         |                                  |           |       |
| Total              | Total                   | Total                            |           | 100   |
| Participación      | Participación           | Participación                    | 917,469   | 77.83 |
| Registrados        | Registrados             | Registrados                      | 1,178,750 |       |
|                    |                         |                                  |           |       |
| Fuente: Vote Idaho |                         |                                  |           |       |

### Por condado
|            | Trump Republicano | Trump Republicano | Harris Demócrata | Harris Demócrata | Total       | Margen | Margen |
| Condado    | Votos             | %                 | Votos            | %                | Total       | Votos  | %      |
| ---------- | ----------------- | ----------------- | ---------------- | ---------------- | ----------- | ------ | ------ |
| Ada        | 143,759           | 53.76             | 116,116          | 43.42            | 267,419     | 27,643 | 10.34  |
| Adams      | 2,037             | 75.98             | 577              | 21.52            | 2,681       | 1,460  | 54.46  |
| Bannock    | 24,329            | 60.87             | 14,306           | 35.79            | 39,971      | 10,023 | 25.08  |
| Bear Lake  | 2,908             | 87.46             | 346              | 10.41            | 3,325       | 2,562  | 77.05  |
| Benewah    | 4,094             | 79.57             | 935              | 18.17            | 5,145       | 3,159  | 61.40  |
| Bingham    | 16,188            | 78.42             | 3,878            | 18.79            | 20,643      | 12,310 | 59.63  |
| Blaine     | 4,281             | 32.71             | 8,424            | 64.37            | 13,087      | -4,143 | -31.66 |
| Boise      | 3,727             | 75.91             | 1,065            | 21.69            | 4,910       | 2,662  | 54.22  |
| Bonner     |                   |                   |                  |                  | En curso... |        |        |
| Bonneville |                   |                   |                  |                  | En curso... |        |        |
| Boundary   |                   |                   |                  |                  | En curso... |        |        |
| Butte      |                   |                   |                  |                  | En curso... |        |        |
| Camas      |                   |                   |                  |                  | En curso... |        |        |
| Canyon     |                   |                   |                  |                  | En curso... |        |        |
| Caribou    |                   |                   |                  |                  | En curso... |        |        |
| Cassia     |                   |                   |                  |                  | En curso... |        |        |
| Clark      |                   |                   |                  |                  | En curso... |        |        |
| Clearwater |                   |                   |                  |                  | En curso... |        |        |
| Custer     |                   |                   |                  |                  | En curso... |        |        |
| Elmore     |                   |                   |                  |                  | En curso... |        |        |
| Franklin   |                   |                   |                  |                  | En curso... |        |        |
| Fremont    |                   |                   |                  |                  | En curso... |        |        |
| Gem        |                   |                   |                  |                  | En curso... |        |        |
| Gooding    |                   |                   |                  |                  | En curso... |        |        |
| Idaho      | 8,148             | 82.58             | 1,460            | 14.80            | 9,867       | 6,688  | 67.78  |
| Jefferson  |                   |                   |                  |                  | En curso... |        |        |
| Jerome     |                   |                   |                  |                  | En curso... |        |        |
| Kootenai   |                   |                   |                  |                  | En curso... |        |        |
| Latah      |                   |                   |                  |                  | En curso... |        |        |
| Lemhi      |                   |                   |                  |                  | En curso... |        |        |
| Lewis      |                   |                   |                  |                  | En curso... |        |        |
| Lincoln    |                   |                   |                  |                  | En curso... |        |        |
| Madison    | 13,925            | 80.22             | 2,767            | 15.94            | 17,358      | 11,158 | 64.28  |
| Minidoka   |                   |                   |                  |                  | En curso... |        |        |
| Nez Perce  |                   |                   |                  |                  | En curso... |        |        |
| Oneida     |                   |                   |                  |                  | En curso... |        |        |
| Owyhee     |                   |                   |                  |                  | En curso... |        |        |
| Payette    |                   |                   |                  |                  | En curso... |        |        |
| Power      |                   |                   |                  |                  | En curso... |        |        |
| Shoshone   |                   |                   |                  |                  | En curso... |        |        |
| Teton      | 3,005             | 44.86             | 3,463            | 51.70            | 6,698       | -458   | -6.84  |
| Twin Falls | 27,304            | 73.06             | 9,064            | 24.25            | 37,373      | 18,240 | 48.81  |
| Valley     | 4,214             | 58.20             | 2,869            | 39.63            | 7,240       | 1,345  | 18.57  |
| Washington | 4,429             | 79.76             | 1,010            | 18.19            | 5,553       | 3,419  | 61.57  |